# پارک ملی ادو الفنت
پارک ملی ادو الفنت (به لاتین: Addo Elephant National Park) یک پارک ملی در آفریقای جنوبی است که در کیپ شرقی واقع شده‌است.